# Seletice
Seletice (deutsch Seletitz) ist eine Gemeinde in Tschechien. Sie liegt 16 Kilometer nördlich von Nymburk und gehört zum Okres Nymburk.

## Geographie
Seletice befindet sich im Osten des Svatojiřský les (St. Georgs-Wald) in den Ausläufern der Jičínská pahorkatina. Das Dorf liegt in der Quellmulde des Baches Kozačka und wird größtenteils von Wald umschlossen. Nördlich erhebt sich der Hügel Ostrá hůrka (287 m), im Süden liegt die Holoviska (247 m).
Nachbarorte sind Ledce und Prodašice im Norden, Sovolusky und Malý Košík im Nordosten, Košík und Alexandrov im Osten, Doubravany im Südosten, Sovenice und Bošín im Süden, Mcely im Südwesten, Chudíř und Jabkenice im Westen sowie Ovčárny und Pěčice im Nordwesten.

## Geschichte
Archäologische Funde belegen eine erste Besiedlung in der Zeit zwischen 5000 und 3000 v. Chr. Die erste schriftliche Erwähnung stammt aus dem Jahre 1437. Einer Legende nach sollen die Seletický ze Smojma hier eine Burg errichtet und das Dorf gegründet haben. Wahrscheinlicher ist jedoch die Gründung des Dorfes durch das Landadelsgeschlecht Selety.
Zu den weiteren Besitzern des Dorfes gehörten u. a. Jan Košík von Lomnitz und nach 1450 Jan Křinecký von Ronov auf Křinec, der das Dorf an die Herrschaft Kunstberg anschloss. 1575 erwarb Heinrich von Waldstein auf Dobrovice Kunstberg und die zugehörigen Dörfer.
Nach der Aufhebung der Patrimonialherrschaften bildete Seletice ab 1850 eine Gemeinde im Bezirk Jičín. Nach dem Ersten Weltkrieg begann ein Rückgang der Einwohnerzahl. 1961 wurde das Dorf nach Košík eingemeindet und kam zugleich zum Okres Nymburk. Seit 1990 besteht die Gemeinde wieder. Ein großer Teil der Chaluppen in Seletice wird heute als Ferienhäuser genützt.

## Gemeindegliederung
Für die Gemeinde Seletice sind keine Ortsteile ausgewiesen. Zu Seletice gehört die Einschicht Prachovna (Prachowna).

## Sehenswürdigkeiten
- Statue der Jungfrau Maria, errichtet 1832
- Statue des hl. Johannes von Nepomuk

## Söhne und Töchter der Gemeinde
- František Kordač (1852–1934), Erzbischof von Prag